# Berg, Thurgau
Berg är en ort och kommun i distriktet Weinfelden i kantonen Thurgau, Schweiz. Kommunen har 3 573 invånare (2023).
I kommunen finns förutom huvudorten Berg även byarna Andhausen, Graltshausen, Guntershausen bei Berg och Mauren.